# 천책 (동오)
천책(天冊)은 중국 손오(孫吳) 말제(末帝)의 여섯 번째 연호이다. 275년에서 276년 6월까지 1년 6개월 동안 사용하였다. 275년에 오군(吳郡)에서 땅을 파다가 글자가 새겨진 은(銀)을 발견한 것을 계기로 개원하였다.
같은 시기에 사용된 다른 연호로는 서진(西晉)에서 사용한 함녕(咸寧 : 275년 ~ 280년)이 있다.

## 연대대조표
| 천책                | 원년            | 2년        |
| 서력                | 275년           | 276년      |
| 육십간지 (六十干支) | 을미(乙未)      | 병신(丙申) |
| 서진 (西晉)         | 함녕(咸寧) 원년 | 2년        |

## 같이 보기
- 중국의 연호

| 이전 연호 봉황(鳳凰) | 중국의 연호 손오(孫吳) | 다음 연호 천새(天璽) |